# بيتر ماكغواير
بيتر ماكغواير (بالإنجليزية: Peter J. McGuire)‏ (18 فبراير 1906 6 يوليو 1852): كان زعيم الحركة العمالية في أمريكا في القرن التاسع عشر - شارك في تأسيس جمعية الأخوة للنجارين الأمريكية في عام 1881 جنبا إلى جنب مع غوستاف لوبكيرت  وأصبح واحدا من الشخصيات البارزة في العقود الثلاثة الأولى من الاتحاد الأمريكي للعمال. كان له الفضل في اقتراح فكرة عيد العمال لأول مرة باعتباره عيدا وطنيا في عام 1882.

## روابط خارجية
- بيتر ماكغواير على موقع الموسوعة البريطانية (الإنجليزية)